# Calyptomyrmex arnoldi
Calyptomyrmex arnoldi é uma espécie de formiga do gênero Calyptomyrmex, pertencente à subfamília Myrmicinae.